# ОШ „Јован Дучић” Залужани
ОШ „Јован Дучић”  једна је од основних школа у Бањој Луци. Налази се у улици Ненада Костића 7, у мјесној заједници Залужани. Име је добила по Јовану Дучићу, српском и југословенском песнику, писцу, дипломати и академику. 

## Историјат
Почеци основношколског образовања на подручју Залужана датирају од педесетих година ХХ вијека, када је у просторијама Задружног дома и у приватној (Маџаревића) кући организована настава за дјецу из насељених мјеста Вујновићи, Дервиши, Залужани и Пријечани. Школске 1956/1957. у селу Куљани изграђен је намјенски школски објекат и почела је да ради основна школа под називом "Руди Чајавец". Исте године саграђена је школска зграда и у селу Пријечани, па су ученици распоређени у ове двије школе. Подручно одјељење у Пријечанима припојено је, јануара 1966, школи у Куљанима. Школска зграда знатно је оштећена у земљотресу 1969, а настава је обустављена. Од јануара 1970. до изградње новог школског објекта настава је извођена у седам жељезничких вагона у Залужанима. Септембра 1971. отворена је школа у новосаграђеном објекту у Залужанима, под називом "Руди Чајавец". У склопу школе изграђена је и спортска сала . Те школске године наставу је похађало 485 ученика, а у састав ове централне школе ушла су и подручна одјељења у Куљанима (са 82 ученика) и Барловцима (са 53 ученика). Број ученика с временом је растао, па је школске 1979/1980. школу похађао 941 ученик . Од фебруара 1993. школа носи назив ОШ "Јован Дучић". Школа је 2010/2011. имала 829 ученика, 59 наставника и два вјероучитеља православне вјеронауке. У овој школској години угашена су петогодишња подручна одјељења у Куљанима и Барловцима, формирана је деветогодишња подручна школа у Куљанима, а настава за ученике из ових двају села изводи се у адаптираном објекту бивше касарне. У ову зграду исте године измјештено је и шест одјељења из централне основне школе у Залужанима. Школске 2021/2022. ОШ "Јован Дучић" похађало је 1.057 ученика, а наставу су изводила 64 наставника и четири вјероучитеља православне вјеронауке. У саставу централне школе раде и подручна деветогодишња школа у Куљанима и петогодишња у Пријечанима. Школска библиотека располаже (2022) са око 15.600 књига. До 1991. излазио је ђачки лист "Школско звоно", затим до децембра 2001. "Ђачко перо", а данас (2022) школа издаје лист "Дучићевци".
У школској 2014/2015. години  уписано је 127 првачића, распоређених у 5 одјељења, од тога је једно цијело одјељење уписано у подручном одјељењу Пријечани. Од те школске године у ПО Пријечани више није било комбинованих одјељења. Исте школске године, ЈУ ОШ „Јован Дучић“ Залужани први пут је добила сагласност Министарства просвјете и културе за организовање продуженог боравка и то једно одјељење у централној школи Залужани и једно у подручном одјељењу Куљани. Продужени боравак је почео са радом у октобру 2014. године. Школа сада има пет група продуженог боравка, по двије групе у централној шшколи и подручном одјељењу Куљани и једну групу у подручном одјељењу Пријечани.